# بيرت وايلدر
بيرت وايلدر (بالإنجليزية: Bert Wilder)‏ هو لاعب كرة قدم أمريكية أمريكي، ولد في 14 أبريل 1939 في غرينزبورو في الولايات المتحدة، وتوفي بنفس المكان في 5 ديسمبر 2012.

## وصلات خارجية
- بيرت وايلدر على موقع مرجع كرة القدم المحترفة.كوم (الإنجليزية)